# Shuga Cain
Shuga Cain, nom artístic de Jesus Martinez (nascuda el 20 de novembre del 1977), és una drag queen i fornera estatunidenca qui va rebre atenció internacional per participar en l'onzena temporada de RuPaul's Drag Race.

## Primers anys
Jesus Martínez va néixer en Oakland, Califòrnia i quan era nen es va mudar al nord de Califòrnia, on va créixer en un veïnat predominantment caucàsic. El seu pare era salvadorenc i la seva mare era apatxe amb ascendència espanyola. Va rebre una Llicenciatura en Música en la Universitat de Wisconsin–Eau Claire i un Mestratge en Música en la Universitat DePaul, ambdues van ser en veu aplicada.

## Carrera
El 2011, Martinez va protagonitzar una producció de Xanadu, interpretant a Sonny Malone.
Va començar a fer drag a temps complet el 2017, deixant un treball corporatiu de sis xifres per a dedicar-se a això. Al març del 2018, Shuga Cain va formar part de la sèrie Drag Babies de Max Emerson, presentada per Bob the Drag Queen. Va ser Drag Mentor, al costat de Peppermint i Chi Chi DeVayne.
Cain va ser anunciada com una de les quinze concursants que competirien en l'onzena temporada de RuPaul's Drag Race el 24 de gener de 2019. En l'episodi 3, Cain va formar part de l'històric lipsync a sis bandes (la primera vegada en la història del programa en la qual més de dos concursants van haver de fer un lipsync per a evitar l'eliminació), al qual va aconseguir evitar l'eliminació. Cain va tornar a fer lip sync en l'episodi 5, on va eliminar a Ariel Versace amb la cançó "I'm Your Baby Tonight" de Whitney Houston. Malgrat no haver guanyat mai un repte, Cain es va situar en el primer lloc durant el repte Snatch Game de la temporada, en el qual va interpretar a Charo. Finalment, Cain va ser eliminada en el desè episodi després de fer el lipsyncing de No More Drama de Mary J. Blige contra Vanessa Vanjie Mateo. Va acabar en el concurs en setè lloc. Durant la seva estada en el programa, Cain va publicar Shuga in the Raw, on recapitulava tots els episodis de la temporada 11.
Des del 26 de març fins al 6 de setembre, va formar part de l'elenc rotatiu de RuPaul's Drag Race: Season 11 Tour, va ser presentat per Voss Events i World of Wonder, i per Asia O'Hara. L'espectacle va començar a Los Angeles el 26 de maig durant la festa de clausura de RuPaul's DragCon LA (presentada per la jutgessa de Drag Race Michelle Visage) i va concloure amb una reverència final el 6 de setembre a la ciutat de Nova York (també presentada per Visage) en el cim de RuPaul's DragCon NYC.
Es va anunciar que presentaria Gimme Some Shuga, una minisèrie de sis episodis en WOWPresents Plus. La sèrie se centra en Cain i en el pastisser Justin Salines, que crea pastissos inspirats en les llegendes de RuPaul's Drag Race. Es va anunciar que formaria part del repartiment de Drag Queen Christmas, un espectacle de drags amb temàtica nadalenca presentat per M&P i per Nina West. Altres reines que estan presents en el cartell són Shea Coulee, Willam, Latrice Royale, Thorgy Thor, Manila Luzon i Lady Bunny.

## Vida personal
Martinez actualment està compromès amb Gilbert Gaona de Atascadero, CA.